# Rainer Luhn
Rainer Luhn (* 1955; † 22. Januar 2023) war ein deutscher Sänger, Travestiekünstler, Autor und Regisseur.

## Leben
Luhn wuchs in Sachsen-Anhalt auf. Er studierte in der DDR klassischen Gesang und Schauspiel.
Die Städtischen Bühnen Zwickau engagierten ihn anfangs, ehe Rainer Luhn dann zum Metropol-Theater in Berlin-Mitte wechselte. Dort spielte er in der Operette Frau Luna von Paul Lincke und in Die Fledermaus von Johann Strauss. Anschließend wirkte er an der Oper Leipzig, u. a. als Prinz Orlowsky und in Die Csárdásfürstin. 1980 spielte er neben Annekathrin Bürger und Ezard Haußmann "den Mann im Baum" in der populären Fernseh-Krimireihe Polizeiruf 110 – Der Teufel hat den Schnaps gemacht.
Als Marlene Dietrich in dem Stück Sag mir, wo die Blumen sind war er nach der Wende im Theater am Kurfürstendamm in Berlin zu sehen. In Hamburg spielte er die Hauptrolle der Zaza im Musical La Cage aux Folles. Auf einer europaweiten Tournee stellte er den Conferencier im Musical Cabaret dar. Nach der Wiedervereinigung war Rainer Luhn gelegentlich im deutschen Fernsehen zu erleben, so etwa in den Sendungen Die goldene Eins (ARD), Schätzen Sie mal (MDR) und der ZDF-Silvestershow. 1992 spielte er in Rosa von Praunheims Film Ich bin meine eigene Frau neben Charlotte von Mahlsdorf.
2001 inszenierte Luhn am Landestheater Magdeburg u. a. sein Kabarett-Musical Die Ich-Generation und Die Stunde der Marionetten. Mit Ein Käfig voller Narren war er im gleichen Jahr in Magdeburg und auf dem Schlossplatz in Berlin auf der Bühne.
Mit Operette sich wer kann und seiner Songrevue war er danach im deutschsprachigen Raum unterwegs. Als Lady-Lu sang er UFA-Filmschlager von Marika Rökk, Zarah Leander, Grethe Weiser u. a.

## Filmografie
- 1986: Der Verrückte vom Pleicher-Ring (Fernsehspiel von Gerd Grasse)
- 1992: Ich bin meine eigene Frau (Kino- und Fernsehfilm von Rosa von Praunheim)[2]

## Theater
- 1981: Krzystof Pankiewicz/Marek Alaszewski: Mitsommernachtstraum (Lysander) – Regie: Hans-Joachim Martens (Metropol-Theater (Berlin-Mitte))

## Diskografie
- One man Show (3 CD Portrait)
- Aber jetzt steppt der Bär

## Hörspiele
- 1980: Brigitte Hähnel: Freitagnacht (Andreas) – Regie: Fritz-Ernst Fechner (Hörspiel – Rundfunk der DDR)
- 1981: Lothar Walsdorf: Hochzeit vorübergehend – Regie: Ingeborg Medschinski (Kinderhörspiel – Rundfunk der DDR)
- 1984: Brigitte Hänel: Erläutern Sie die Herstellung eines Sudes Vollbier – Regie: Horst Liepach (Hörspiel – Rundfunk der DDR)